# 海月ルイ
海月 ルイ（うみづき るい、1958年12月16日 -）は日本の推理作家、現代小説家。京都府京都市出身。華頂短期大学幼児教育学科卒業。
1985年、結婚を機に京都から愛知に転居。2人の子供（男と女）がいる。

## 受賞歴
- 1998年 - 「シガレット・ロマンス」で第5回九州さが大衆文学賞受賞[2]。
- 1998年 - 「逃げ水の見える日」で第37回オール讀物推理小説新人賞受賞[2]。
- 2002年 - 「子盗り」で第19回サントリーミステリー大賞・読者賞をダブル受賞[2]。

## 作品リスト

### 単行本
- 子盗り（2002年5月 文藝春秋 / 2005年5月 文春文庫）
- プルミン（2003年5月 文藝春秋 / 2006年5月 文春文庫）
- 烏女（2003年12月 双葉社）
- 十四番目の月（2005年3月 文藝春秋 / 2008年3月 文春文庫）
- 京都祇園迷宮事件（2006年8月 トクマ・ノベルズ）
- 薄い月 京都迷宮事件簿（2007年2月 トクマ・ノベルズ）
- ローザの微笑（2007年6月 文藝春秋）

### アンソロジー
「」内が海月ルイの作品
- 花迷宮（2000年7月 日文文庫）「炎椿」
- 緋迷宮（2001年12月 祥伝社文庫）「鉄輪」
- 京都 愛憎の旅（2002年5月 徳間文庫）「翡翠色の闇」
- 翠迷宮（2003年6月 祥伝社文庫）「還幸祭」